# Autobus de Turin
Le réseau d'autobus de Turin, géré par la Gruppo Torinese Trasporti (GTT), fait partie du système de transport en commun de la capitale piémontaise.

## Lignes

### Navettes «Star»
- Star 1 Corso Farini-Via Nino Bixio
- Star 2 Corso Bolzano-Corso D'Azeglio

### Lignes régulières
- 2 Via Ponchielli-Via Corradino
- 5 Piazza dalla Chiesa (Orbassano)-Piazza Arbarello
- 5/ Via Bertani (Cimitero Parco)-Piazza Arbarello
- 6 Piazza Hermada-Piazza Carlo Felice
- 8 Via Mezzaluna (San Mauro)-Corso Bolzano
- 10 Navetta Via Massari-Piazza XVIII Dicembre
- 11 Via Leopardi (Venaria Reale)-Corso Stati Uniti
- 12 Via Allason (Poste)-Corso Vittorio Emanuele II
- 13 Piazza Campanella-Piazza Gran Madre
- 13 Navetta Via Servais-Piazza Campanella
- 13 Festivo Via Servais-Piazza Campanella-Piazza Gran Madre
- 14 Via Amendola (Nichelino)-Piazza Solferino
- 17 Ospedale di Rivoli-Via Ventimiglia
- 17/ Via Crea (Grugliasco)-Via Ventimiglia
- 18 Piazza Sofia-Piazzale Caio Mario
- 19 Corso Cadore-Corso Bolzano
- 19 Navetta Largo Donatori di Sangue-Cimitero Monumentale
- 20 Via Paganini (Settimo Torinese)-Corso Vercelli (parcheggio Stura)-Piazza Mochino (San Mauro)
- 21 Via Scialoja-Piazza Baldissera
- 26 Corso Vercelli (Park Stura)-Borgata di Villaretto-Via Italia (Borgaro)
- 27 Via Anglesio-Via XX Settembre
- 29 Piazzale Vallette-Piazza Solferino
- 30 Via Gozzano (Chieri)-Corso San Maurizio
- 32 Piazza Robotti (Alpignano)-Corso Tassoni
- 33 Corso Papa Giovanni XXIII (Collegno)-Corso Vittorio Emanuele II-Piazzale Adua
- 34 Cimitero Parco/Strada Torino (Beinasco)-Via Ventimiglia
- 35 Via Amendola (Nichelino)-Via Artom
- 35 Navetta Via Verdi (Candiolo)-Villaggio Dega (Vinovo)-Via Trento (Nichelino)
- 36 Piazza Martiri della Libertà (Rivoli)-Piazza Massaua
- 36 Navetta Ospedale di Rivoli-Castello di Rivoli / Stazione Alpignano-Rivoli / Bruere-Tetti Neirotti
- 38 Piazzale Caio Mario-Corso Maroncelli-Via Minghetti (Collegno)
- 39 Piazza Baden Baden (Moncalieri)-Piazzale Caio Mario
- 40 Piazzale Caio Mario-Piazza Massaua
- 41 Via Pannunzio (Stazione Lingotto)-Via Orbassano (Borgaretto)
- 42 Via Marsigli-Via Ventimiglia
- 43 Via Gorizia (Rivalta)-Via Goito (Moncalieri)
- 44 Via Portalupi (Collegno)-Via Don Borio (Grugliasco)
- 45 Piazza Carducci (Santena)-Piazza Carducci (Molinette)-Corso Maroncelli
- 45/ Piazza Cosma e Damiano (Santena)-Piazza Carducci (Molinette)
- 46 Via Lombardore/Viale Europa (Leinì)-Corso Bolzano
- 47 Piazza Freguglia (Cavoretto)-Piazza Carducci
- 48 Ospedale San Luigi (Orbassano)-Via Orbassano (Borgaretto)
- 49 Via Lombardia (Settimo Torinese)-Corso Bolzano
- 50 Via delle Querce-Ospedale San Giovanni Bosco-Corso XI Febbraio
- 51 Corso Vercelli (Park Stura)-Corso Bolzano
- 52 Via Scialoja-Piazzale Adua
- 53 Ospedale San Vincenzo-Corso San Maurizio
- 54 Corso Gabetti-Strada Mongreno-Strada del Mainero-Piazzale Adua
- 55 Via Don Borio (Grugliasco)-Corso Farini
- 56 Corso Tirreno (Grugliasco)-Largo Tabacchi
- 58 Via Allason (Poste)-Via Bertola
- 58/ Via Grosso-Via Bertola
- 59 Piazza Oropa (Druento)-Piazza Solferino
- 59/ Piazzale Vallette-Piazza Solferino
- 60 Via Paris-Corso Inghilterra
- 61 Via Mezzaluna (San Mauro)-Corso Vittorio Emanuele II
- 62 Piazza Sofia-Piazzale Caio Mario
- 63 Via Negarville-Piazza Solferino
- 63/ Piazzale Caio Mario-Stazione Lingotto
- 64 Via Napoli (Grugliasco)-Corso Vittorio Emanuele II
- 65 Via Servais-Piazza Bernini
- 66 Via Crea (Grugliasco)-Corso Farini
- 67 Piazza Marconi (Moncalieri)-Piazza Arbarello-Via Scialoja
- 68 Via Cafasso-Via Fréjus
- 69 Via Italia (Borgaro)-Via Fossata
- 70 Piazza Failla (Moncalieri)-Corso San Maurizio
- 71 Via Farinelli-Corso Bolzano
- 72 / 72/ Corso Machiavelli (Venaria Reale)-Via Bertola
- 73 Via Bonsignore-Piazza Zara
- 74 Via Gorini-Via Ventimiglia
- 75 Piazzale Vallette-Largo Tabacchi
- 76 Via Olevano (Grugliasco)-Viale Partigiani (Collegno)
- 77 Via Sandre (Venaria Reale)-Corso Cadore
- 78 Largo Casale-Strada Alta di Mongreno
- 80 Piazza Caduti per la Libertà (Moncalieri)-Strada Moncalvo
- 81 Via delle Primule (Moncalieri)-Corso Maroncelli
- 82 Piazza Caduti per la Libertà (Moncalieri)-Strada Carpice (Moncalieri)
- 83 Via Goito-Movicentro (Trofarello)-Strada Bauducchi (Moncalieri)-Villastellone
- 84 Via Corradino-Strada Carpice (Moncalieri)
- 102 Navetta Cimitero Parco

### Lignes de substitution
- 79/ Service de substitution du tramway Sassi-Superga, après le service va à Baldissero
- M1S Service de substitution du Métro Piazza Bengasi-Via De Amicis (Fermi, M1-Collegno)

### Lignes communales
Ces lignes assurent des dessertes intra-communales dans les communes limitrophes de Turin.
- CP1 Via De Amicis (stazione Fermi M1-Collegno)-Via Musinè (Pianezza)
- SE1 Park Stura-Via Lombardia (Settimo Torinese)
- SE2 Park Stura-Via Lombardia (Settimo Torinese)
- VE1 Viale Giordano Bruno (Venaria Cimitero)-Via Monte Ortigara
- VE2 Ospedale Nuovo Venaria-Via Iseppon
- 1 Nichelino Piazza Parco della Rimembranza (Cimitero)-Via XXV Aprile (Nichelino)
- OB1 Ospedale San Luigi (Orbassano)-Via Volturno (Orbassano)
- RV2 Via Vicuna-Via Griva (Rivalta)
- 1 Chieri Via Fratelli Cervi-Via Rocchette
- 2 Chieri Piazza Rossi (Pessione)-Via Vittorio Emanuele II
- 1S Via Lombardia (Settimo Torinese)-Via Einaudi (Settimo Torinese)
- LS1 Leinì-Settimo Torinese
- 132 Piazza Robotti (Alpignano)-Via De Amicis (Collegno)
- 159A Piazza Stampalia-Via Piave (Pianezza)
- 159B Piazza Stampalia-Via Gramsci (Pianezza)

### Services usines
- 22 Corso Sebastopoli-Strada Cascinette
- 24 Via Vigliani-Strada Cascinette
- 25 Via Lombardia (Settimo Torinese)-Lungo Stura Lazio
- 90 Via delle Querce-Via Biscaretti
- 91 Via della Cella-Piazzale Caio Mario
- 92 Ospedale Giovanni Bosco-Piazzale Caio Mario
- 93/ Piazza Mochino (San Mauro)-Corso Tazzoli
- 94 Piazza Statuto-Via Biscaretti
- 95 Stazione Lingotto-Corso Tazzoli-Via Rivalta (Grugliasco)
- 95/ Stazione Lingotto-Via Anselmetti-Via Biscaretti-Via Faccioli
- 96 Via Amendola (Nichelino)-Corso Tazzoli
- 97 Piazza Martiri della Libertà (Rivoli)-Via Biscaretti
- 98 Via Portalupi (Collegno)-Via Biscaretti
- 99 Piazza Carducci (Santena)-Via Plava

### Services écoles
- 38 scolastico Via De Amicis-Via Crea (Grugliasco)
- 44 scolastico Via Portalupi (Collegno)-Via Crea (Grugliasco)-Piazza Omero
- 86/ Via Di Vittorio (Venaria)-Via Claviere (Pianezza)
- 88 Piazza Cattaneo-Via Crea (Grugliasco)
- 89 Via Moriondo (Rivalta)-Via Crea (Grugliasco)
- 89/ Via Portalupi (Collegno)-Via Crea (Grugliasco)

### Réseau nocturne
- 1 ARANCIONE Piazza Vittorio Veneto-Piazza Massaua
- 4 ROSSA Piazza Vittorio Veneto-Volpiano
- 4 AZZURRA Piazza Vittorio Veneto-Piazzale Caio Mario
- 5 VIOLA Piazza Vittorio Veneto-Orbassano
- 8 ORO Piazza Vittorio Veneto-Piazza Sofia
- 10 GIALLA Piazza Vittorio Veneto-Caselle
- 15 ROSA Piazza Vittorio Veneto-Collegno
- 18 BLU Piazza Vittorio Veneto-Via Artom
- 60 ARGENTO Piazza Vittorio Veneto-Venaria
- 68 VERDE Piazza Vittorio Veneto-Gassino

### Services touristiques
- Venaria Express Turin-Reggia di Venaria
- Rivoli Express Piazza Castello-Castello di Rivoli